# الكروان له شفايف (فلم)
الكروان له شفايف (بالإنجليزية: The Curlew Has Lips - Al karawan loh shafayef) فيلم دراما للمخرج حسن الإمام عام 1976  وقد سبق للإمام ان قدم نفس الفيلم عام 1951 تحت عنوان «حكم القوى» بطولة محسن سرحان وهدى سلطان. القصة للمؤلف الفرنسي جولي ماري وقام بتمصيرها وكتابة السيناريو والحوار المخرج حسن الإمام. قام بالبطولة سهير رمزي ونبيلة عبيد ويوسف شعبان وسمير صبري، وتدور الأحداث حول فرقة فنية كثرت عليها الديون فتنفصل، وبينما يحدث خِلاف بين أحد الشريكين في الفرقة وبين المرابية، يذهب الشريك الثاني لها بعد ذلك فيجدها مقتولة.
صدر الفيلم إلى دور العرض المصرية في 20 ديسمبر 1976.
منح موقع قاعدة بيانات الأفلام العربية «السينما.كوم» الفيلم درجة 5.2/ 10.
منح موقع قاعدة بيانات الأفلام على الإنترنت أي إم دي بي الفيلم درجة 3.6/ 10.

## طاقم التمثيل
| - سهير رمزي: كروان - نبيلة عبيد: دلال - سمير صبري: حسين - يوسف شعبان: قاسم - عماد حمدي: المحامي رستم | - حياة قنديل: شريفة - نعيمة الصغير: المرابية تفيدة - أبو بكر عزت: وكيل النيابة عز الدين - إنعام سالوسة: المحامية خيرية عبد الحميد (مساعدة رستم) - خديجة محمود: مساعدة المرابية تفيدة | - فريدة سيف النصر: سكرتيرة الفرقة - محمود الجندي: سكرتير الفرقة - وليد توفيق: مطرب الفرقة - عصام وحيد: مونولوجست الفرقة - فاروق نجيب: عضو راقص في الفرقة |

بالاشتراك مع: رباب – حسين عرعر.

## أحداث الفيلم
تنشأ علاقة عاطفية بين حسين رمزى (سمير صبرى) ودلال (نبيلة عبيد) ولكن يحدث خلاف وتنقطع العلاقة ويسافر حسين للخارج لدراسة الإخراج، ويعود ليجد دلال وقد تزوجت صديقه المحامى رستم (عماد حمدى). يؤسس حسين فرقة مسرحية إستعراضية، وبطلتها الراقصة كروان (سهير رمزى)، التي كانت على علاقة بقاسم (يوسف شعبان) الذي استغلها للعمل كراقصة بالكباريهات. يقوم قاسم بمشاركة حسين في الفرقة المسرحية، ويأتي بكروان لترقص وتغنى في الفرقة وتصبح بطلتها. يقع حسين في حب زميلته شريفة (حياة قنديل) ويتزوجها. تحتاج الفرقة إلى تمويل، ويسعى قاسم للمرابية تفيده (نعيمة الصغير)، التي أقرضت حسين من قبل المال مقابل كمبيالات شهرية، مما يتسبب في إرهاق الفرقة التي قل الإقبال عليها، بسبب إصرار حسين على تقديم القديم في صورة عصرية. تتراجع الأحوال المالية للفرقة، ويخرج قاسم من الشراكة مع حسين، ويسعى لمشاركة تفيدة في أي مشروع تجارى وهو ينوي الاحتيال عليها. يواعد قاسم المرابية ليشرح لها مشروعه، وفي نفس الوقت يستغل حسين زيارة تفيدة للمسرح، لتقبض الكمبيالات المستحقة، ويعرض عليها ان تشاركه في الفرقة، ويواعدها باللقاء عند المحامي رستم، ليعرض عليها الإتفاق، وفي نفس الوقت يحضر لها قيمة الكمبيالات، حيث جمع كل الأموال الموجودة بخزينة الفرقة، والتي وقعت عليها زجاجة الحبر، وتم تجفيف النقود وتسليمها لتفيدة، التي رفضت الشراكة مع حسين.
يذهب قاسم لزيارة تفيدة في منزلها المقابل لمنزل حسين، وتشاهده شريفه وتظنه زوجها حسين، وتكتشف تفيده نوايا قاسم الخبيثة، وتطرده من منزلها، فيضربها على رأسها وتموت على الفور. يستولى قاسم على كل ماتملك ويسارع بالهرب. يعود حسين إلى بيته وتعاتبه شريفه وهي تظن انه القاتل.
يبدأ وكيل النيابة عزالدين (ابوبكر عزت) بالتحقيق في مقتل المرابية ويتم القبض على حسين ويتولى المحامى رستم الدفاع عنه وتضيق الحلقة حول رقبة حسين، وتعترف دلال انها كانت مع حسين وقت وقوع الجريمة، وفي نفس الوقت تشك كروان في عشيقها قاسم، الذي ظهرت معه الأموال فجأة، وتهدده بفضحه فيضطر للذهاب إلى الشرطة ويعترف بجريمته أمام المحكمة، التي تحكم بتبرئة حسين والقبض على قاسم، ويعيد حسين تشغيل الفرقة الإستعراضية من جديد.

## استقبال الفيلم
كتب محمود قاسم على بوابة الشروق: "في السبعينيات بعد مرور أكثر من ربع قرن قرر حسن الإمام إعادة إخراج الكثير من أفلامه التي سبق أن قدمها... المصدر الأدبى الأساسى كان يحمل العنوان "روجيه لاهونت" من تأليف الفرنسى جول ماري... لكن الحقيقة أن الفيلم أقرب في موضوعه إلى فيلم أمريكي باسم "شاهد إثبات"، إخراج بيل وايلدر عام 1957، وبطولة تشارلز لوتون ومارلين ديتريش، وفي الفيلم إشارة إلى أن الفيلم الأمريكى مأخوذ عن مسرحية لأجاثا كريستى عام 1953، وأن النص الاصلي هو قصة قصيرة لأجاثا كريستى منشورة عام 1925، أي أن حكاية جول مارى هي تأليفه من المخرج، ويحتاح الأمر إلى تفسير... هل تصلح تفاصيل الجريمة التي دارت في عام 1951 أن تنتقل دون تغيير إلى أوائل الربع الأخير من القرن الماضى؟ بالطبع الإجابة بالنفي".

## وصلات خارجية
- مقالات تستعمل روابط فنية بلا صلة مع ويكي بيانات
- الكروان له شفايف على الدهليز
- الكروان له شفايف على كاروهات